# Jujubinus striatus
Jujubinus striatus là một loài ốc biển, là động vật thân mềm chân bụng sống ở biển thuộc họ Trochidae, họ ốc đụn.

## Hình ảnh

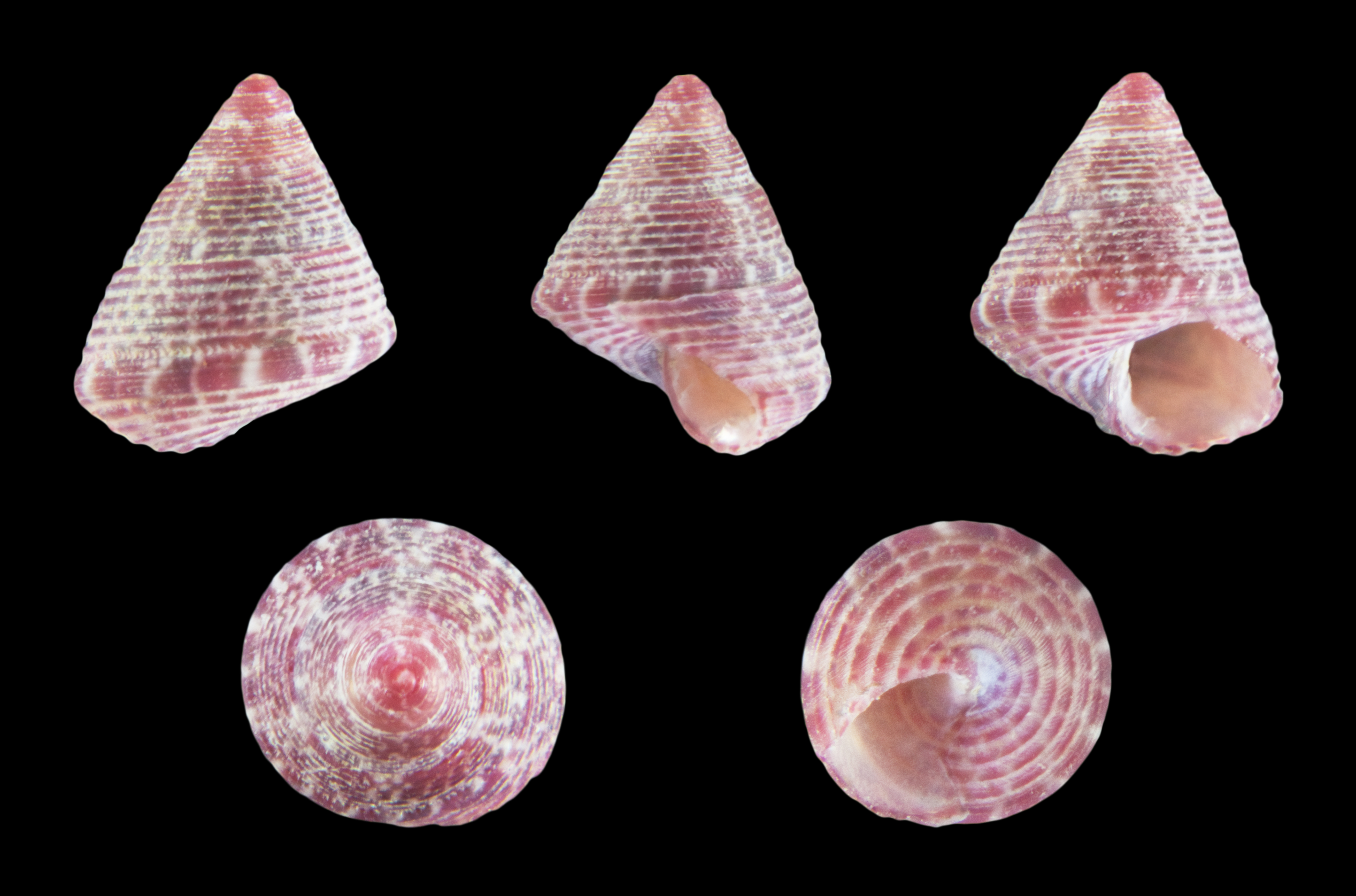
Jujubinus striatus depictus Deshayes, 1833
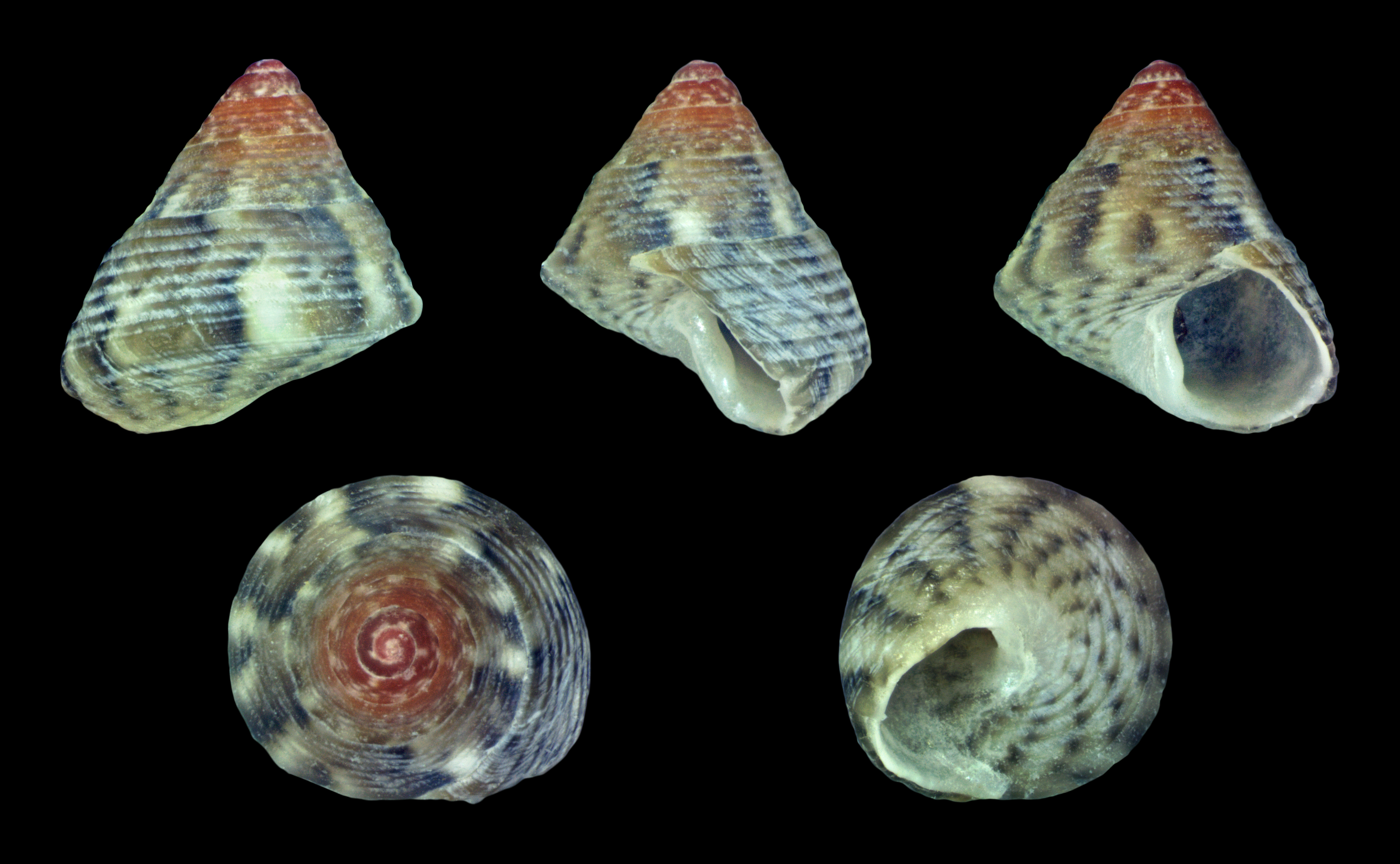
Jujubinus striatus smaragdinus (Dautzenberg, 1833)